# Sandy Point
Sandy Point è un comune (city) degli Stati Uniti d'America della contea di Brazoria nello Stato del Texas.

## Storia
Si ritiene che il sito fosse il punto approssimativo in cui il generale Martín Perfecto de Cos apprese la notizia della battaglia di San Jacinto e lasciò il suo cannone per ritirarsi attraverso il fiume Brazos.
Sandy Point fu costituita nel 2002 per evitare l'annessione da parte di Missouri City. Nel 2005 Missouri City ha accettato di riconoscere lo status di Sandy Point.